# Мужицкий, Павел Тихонович
Павел Тихонович Мужицкий (Мужецкий) (1902—1972) — гвардии красноармеец Рабоче-крестьянской Красной армии, участник Великой Отечественной войны, Герой Советского Союза (1944).

## Биография
Павел Мужицкий родился 16 июля 1902 года в селе Уцково (ныне — Путивльский район Сумской области Украины). С 1932 года проживал в городе Лосино-Петровский Московской области, работал на камвольном комбинате. В августе 1942 года Мужицкий был призван на службу в Рабоче-крестьянскую Красную Армию. С октября того же года — на фронтах Великой Отечественной войны. В боях три раза был ранен.
К июню 1944 года гвардии красноармеец Павел Мужицкий был стрелком 199-го гвардейского стрелкового полка, 67-й гвардейской стрелковой дивизии, 23-го гвардейского стрелкового корпуса, 6-й гвардейской армии, 1-го Прибалтийского фронта. Отличился во время освобождения Витебской области Белорусской ССР. 24 июня 1944 года Мужицкий переправился через Западную Двину в районе деревни Лабейки Бешенковичского района и принял активное участие в боях за захват и удержание плацдарма на её западном берегу. В боях три раза поднимал роту в атаки и лично уничтожил вражеский танк.
Указом Президиума Верховного Совета СССР от 22 июля 1944 года за «мужество и отвагу, проявленные в боях против фашистских захватчиков при форсировании Западной Двины и удержании плацдарма» гвардии красноармеец Павел Мужицкий был удостоен высокого звания Героя Советского Союза с вручением ордена Ленина и медали «Золотая Звезда» за номером 4405.
После окончания войны Мужицкий был демобилизован. Вернулся в Лосино-Петровский, продолжал работать на камвольном комбинате. Умер 23 февраля 1972 года, похоронен в Лосино-Петровском.
Был также награждён рядом медалей.